# کمیته ملی المپیک ایران

نشان تیم‌های ملی المپیک ایران پیش از انقلاب

کمیته ملی المپیک ایران سازمانی ورزشی و غیرانتفاعی است که در سال ۱۳۲۵ تأسیس شد و در سال ۱۳۲۶ به عضویت کمیته بین‌المللی المپیک درآمد. این کمیته مسئول فرستادن ورزشکاران به مسابقات المپیک و بازی‌های آسیایی می‌باشد. رئیس کنونی کمیته ملی المپیک محمود خسروی‌وفا است.

## رئیسان تا پیش از ۱۳۵۷
- شاهپور علیرضا پهلوی[۲]
- شاهپور غلامرضا پهلوی[۳]

## رئیسان از سال ۱۳۵۸ - تاکنون
- حسین شاه‌حسینی (۱۳۵۸–۱۳۵۹)
- مصطفی داوودی (۱۳۵۹–۱۳۶۳)
- حسن غفوری‌فرد (۱۳۶۳–۱۳۶۵)
- مصطفی هاشمی‌طبا (۱۳۶۵–۱۳۶۷)
- عیسی کلانتری (۱۳۶۷–۱۳۷۱)
- حسین محلوجی (۱۳۷۱–۱۳۷۵)
- مصطفی هاشمی‌طبا (۱۳۷۵–۱۳۷۹)
- مصطفی هاشمی‌طبا (۱۳۷۹–۱۳۸۳)
- رضا قراخانلو (۱۳۸۳–۱۳۸۷)
- محمد علی‌آبادی (۱۳۸۷–۱۳۹۲)
- کیومرث هاشمی (۱۳۹۲–۱۳۹۶)
- سید رضا صالحی امیری (۱۳۹۶–۱۴۰۱)
- محمود خسروی‌وفا (۱۴۰۱-اکنون)

## دبیران از سال ۱۳۵۸ - تاکنون
- علی شکوهی (۱۳۵۸–۱۳۵۹)
- خلیل خیام‌باشی (۱۳۵۹–۱۳۶۱)
- محمد خرمی (۱۳۶۱–۱۳۶۳)
- بهرام افشارزاده (۱۳۶۳–۱۳۶۷)
- بهرام افشارزاده (۱۳۶۷–۱۳۷۱)
- سید نصرالله سجادی (۱۳۷۱–۱۳۷۵)
- سید امیر حسینی (۱۳۷۵–۱۳۷۹)
- بهرام افشارزاده (۱۳۷۹–۱۳۸۳)
- علی کفاشیان (۱۳۸۳–۱۳۸۷)
- بهرام افشارزاده (۱۳۸۷–۱۳۹۲)
- شاهرخ شهنازی (۱۳۹۲–۱۳۹۶)
- شاهرخ شهنازی (۱۳۹۶–۱۳۹۸)
- کیکاووس سعیدی (۱۳۹۸–۱۴۰۱)
- سید مناف هاشمی (۱۴۰۱-۱۴۰۳)
- مهدی علی‌نژاد (۱۴۰۳-اکنون)